# Evergestis shirazalis
Evergestis shirazalis là một loài bướm đêm trong họ Crambidae.